# Structure et fonctionnement d'un opéron poison-antidote
A. L’opéron d’un système poison-antidote code deux protéines, un poison et un antidote qui neutralise ce poison. Selon le système poison-antidote, la transcription de l’opéron est auto-réprimée soit par l’antidote, soit par le complexe poison-antidote.

B. Lorsqu’une bactérie héberge un plasmide comportant un opéron poison-antidote, l’antidote et le poison sont exprimés. L’expression de l’antidote est plus élevée que celle du poison. L’antidote neutralise l’action du poison en formant un complexe fort avec celui-ci mais l’antidote est rapidement dégradé par une protéase ATP-dépendante spécifique produite par l’hôte. L’antidote doit donc pouvoir être exprimé en permanence.
Si, lors de la division cellulaire, une des cellules filles ne reçoit pas de copie du plasmide, l’antidote ne peut plus être synthétisé de novo. Les molécules d’antidote restant dans le cytoplasme sont dégradées par une protéase ATP-dépendante spécifique produite par l’hôte. Le poison est dès lors libéré et tue la cellule. Ce mécanisme est appelé mort post-réplication (post-segregational killing).